# Technische Werke Ludwigshafen
Die Technische Werke Ludwigshafen AG (TWL) ist ein 1973 gegründetes kommunales Versorgungsunternehmen mit Sitz in Ludwigshafen am Rhein. Die TWL bzw. zuvor die Stadtwerke versorgen seit über 100 Jahren die Stadt Ludwigshafen mit Strom, Erdgas, Kälte, Trinkwasser und Fernwärme. Die TWL beschäftigen rund 430 Mitarbeiter.

## Tochterunternehmen und Beteiligungen
Die TWL sind mit folgenden Unternehmen verbunden:
- VBL (Verkehrsbetriebe Ludwigshafen GmbH) zu 100 %
- RHB (Rhein-Haardtbahn GmbH) zu 54 %
- TWL Netze GmbH zu 100 %
- TWL Renewables Verwaltungs-GmbH zu 100 %
- TWL Windpark Zellertal GmbH & Co. KG zu 100 %
- TWL Windpark Rurich GmbH & Co. KG zu 100 %
- TWL Energie Deutschland GmbH zu 100 %
- TWL Metering GmbH zu 100 %
- Freischwimmer GmbH zu 100 %
- Schmidt GmbH zu 100 %
- TWL-KOM GmbH zu 100[4] %

Mittelbare Beteiligungen innerhalb der TWL-Gruppe
- Juwi Wind Germany 129 GmbH & Co. KG 40 % über TWL Windpark Zellertal GmbH & Co. KG
- Rhein-Neckar-Verkehr 20,78 % über VBL und RHB

Weitere Beteiligungen:
- Kommunale Dienstleistungsgesellschaft mbH zu 49 %
- Solarkraftwerk Barderup GmbH & Co. KG zu 21,33 %
- wärme.netz.werk Rhein-Neckar GmbH zu 33,33 %
- WINDPOOL GmbH & Co. KG mit 15,38 %

Genossenschaftsanteile:
- BeLu (Bürgerenergie Ludwigshafen eG)